# Барака (Mortal Kombat)
Барака (англ. Baraka) — вымышленный персонаж франшизы Mortal Kombat от Midway Games и NetherRealm Studios. Дебютирует в Mortal Kombat II (1993). Он таркатан, представитель вымышленного вида, обитающего во Внешнем мире. Как и другие представители его расы, он может вытаскивать пару клинков из предплечий. Барака — неоднократный злодей на протяжении всей серии, часто выступающий как слуга основных злодеев франшизы, а также как любовный интерес полутаркатана Милины. Персонаж получил положительные отзывы за его внешний вид, особые способности и добивающие приёмы — Fatality. Помимо игр он также появлялся и в других произведениях.

## Появления

### ИгрыMortal Kombat
Барака впервые появляется в Mortal Kombat II (1993) как представитель скромной расы Внешнего мира, называемой Кочевниками, известной своим непредсказуемым поведением и жестокостью. Он возглавляет атаку на храм Шаолинь в Земном Царстве после завершения первого турнира Mortal Kombat, заманивая шаолиньского монаха Лю Кана во Внешний мир, чтобы отомстить; по замыслу императора Внешнего мира Шао Кана.
После поражения Шао Кана Барака исчез в пустошах Внешнего мира, вернувшись в Mortal Kombat Trilogy. Он был в отрядах Шао Кана после успешной борьбы с «восставшей расой отступников в нижних округах Внешнего мира» и принимал участие в последовавшем вторжении императора в Земное Царство. Тем не менее, Шао Кан снова потерпел поражение, и его планы захвата во второй раз проваливаются, в результате чего Барака вновь становится бродягой.
В Mortal Kombat Gold Барака столкнулся с колдуном Куан Чи, который предложил ему править царством вместе с ним, если он присоединится к армии падшего Старшего Бога Шиннока. Барака с готовностью соглашается, хотя втайне планирует предать своих новых повелителей. Однако после поражения Шиннока Барака попытался предупредить Куан Чи, но колдун притворился, что контролировал события. После того, как Куан Чи открыто отказался от возможности разделить правление Внешнего мира, кажется, что он убивает Бараку.
В Mortal Kombat: Deception (2004) Барака заключает союз с воскресшим королём драконов — Онагой. Когда он согласился следовать за Онагой, остальные таркатаны присоединились к ним. Барака освободил клона-мутанта Милину из тюрьмы и завербовал её в ряды Онаги, чтобы она изображала из себя принцессу Эдении — Китану. Милина использовала эту позицию, чтобы дезориентировать силы Эдении в бою против таркатанов и дать королю драконов время, необходимое для завершения его замыслов.
В перезапуске Mortal Kombat (2011), который происходит в новой временной линии, Барака выступает как неоднократный противник в сюжетном режиме, в котором он сражается и проигрывает Джонни Кейджу, Сайраксу, Джаксу и Джейд. Когда предполагается, что Шао Кан убит, он заявляет, что Милина должна быть наследницей его трона. Он возглавляет свою армию таркатан во вторжении в Земное Царство.
Барака возвращается в Mortal Kombat X (2015) как неигровой персонаж. Впервые он появляется в воспоминаниях бога грома Райдэна о втором турнире Mortal Kombat, в котором он и его товарищи-таркатаны помогли Ди’Воре погрузить пленных монахов Шаолинь и столкнулись с защитниками Земного Царства: Райдэном. Лю Каном и Кун Лао. За пять лет до сюжетного режима игры Барака служил под началом императрицы Милины вместе с Ди’Ворой. Во время встречи с Ош-Текком Коталем Барака боролся с предателем, вставшим против Милины, но был жестоко убит. Гостевой персонаж Чужой основан на Бараке и производит многие его движения.
Барака снова возвращается в Mortal Kombat 11 после того, как хранительница времени Кроника вернула его прошлую версию в настоящее. Узнав о своей смерти и о том, что Коталь Кан почти истребил всех таркатанов, он первоначально вступил в союз с Кроникой и с таким же перемещённым во времени Шао Каном. Однако позже Китана убеждает его помочь ей в спасении Коталя, заверив, что она убедит того относиться к таркатанам с уважением. Позже Барака и таркатаны приняли участие в битве Китаны против Шао Кана и в последней битве против Кроники.
Барака снова возвращается в Mortal Kombat 1, в Новой Эре, созданной Лю Каном. Нынешние таркатаны — это эденийцы (коим изначально Барака и являлся) или внешнемирцы, поражённые Таркатом, смертельной болезнью, превращающую их в кровожадных мутантов. Эти изгои живут в изолированных колониях, и выживают как могут. По сюжету, Барака впервые появляется как подоптыный для Шан Цзуна, который ежемесячно извлекает костный мозг из таркатана. На короткое время он даже становится узником колдуна, но в конечном счёте освобождается вместе с Кенши, Джонни Кейджем, Кун Лао, а так же примкнувшим к ним Сайзотом (Рептилией). По пути в столицу, пересекая Живой Лес, группа так же пересекается с демоницей Ашрой, которая выводит группу на своего бывшего хозяина — Куан Чи. Когда с Куан Чи удаётся справиться, Барака сопровождает группу до окраин столицы, после чего возвращается в свою колонию. В своей аркадной концовке ему удаётся заручиться поддержкой Милины (которая тоже больна Таркатом, и стала к тому времени императрицей Внешнего Мира), и облегчения жизни для своего народа, покуда не будет найдено лекарство от их недуга.

## Отзывы и критика
По версии GameDaily Барака занял третье место в списке самых уродливых игровых персонажей и 12-е место в «топе лысых». GamePlayBook поставил Бараку на четвёртое место среди лучших персонажей Mortal Kombat, отметив его разрушительные руки и Фаталити. Cheat Code Central поставил Бараку на десятое место среди лучших персонажей Mortal Kombat. В Game Rant Бараку поместили на восьмое место среди лучших персонажей серии и написали: «то, что мутанту не доставало в красивой внешности, он легко восполнил удовлетворительными движениями в MKII». В списке лучших персонажей Mortal Kombat от UGO Networks 2012 года Барака занял седьмое место, получив похвалу за свои клинки и Фаталити. Фаталити Бараки «Lift’em-up» в Mortal Kombat Trilogy было удостоено 3-го места в премии Nintendo Power Awards '96 «Это должно быть больно». В Game Informer Бараку причислили к ряду тех, кого хотели видеть в MK 2011, до его дебюта, ведь «люди любят Бараку».